# Brenno (fiume)
Il Brenno è un fiume che scorre in Svizzera, attraversando il Canton Ticino. È un importante affluente del Ticino (fiume).

## Percorso
Il fiume, dalla lunghezza di circa 40 chilometri,si forma all'incontro di due affluenti: il primo, il Brenno del Lucomagno,  nasce all'alpe Pertusio sul Passo del Lucomagno, e Il secondo, il Brenno della Greina che nasce presso il Passo della Greina. I due fiumi si uniscono ad Olivone dove ha inizio il vero e proprio fiume. Quindi successivamente scorre lungo la Valle di Blenio e si getta in Ticino all'altezza di Biasca. Attraversa i comuni di Blenio, Acquarossa, Serravalle, Biasca e Pollegio.